# توماس ميرفي
توماس ميرفي (بالإنجليزية: Thomas Murphy)‏ هو سياسي أسترالي، ولد في 13 ديسمبر 1906 في سيدني في أستراليا، وتوفي بنفس المكان في 11 سبتمبر 1978. حزبياً، نشط في حزب العمال الأسترالي. وقد انتخب عضو الجمعية التشريعية نيو ساوث ويلز.